# 竹内ズ
竹内ズ（たけうちズ）は、かつてプロダクション人力舎に所属していた日本のお笑いコンビ。スクールJCA26期出身。2023年5月17日に解散を発表、2023年6月10日出演のライブがコンビとして最後の活動であった。

## メンバー
竹内 大規（たけうち だいき、1993年11月11日（31歳） - ）
主にボケ担当。
東京都港区出身。身長180 cm、体重72 kg。足の大きさ27 cm。血液型AB型。
趣味ははしご酒、野球。特技は竹馬・フラフープ・船の操縦（小型船舶操縦士2級免許、特定操縦免許）。
実家の稼業は屋形船であり、1000万円以上する船を40隻保有しており、経済的に非常に裕福なため、コンビが解散して芸人としての収入が無くても、全く困らないという。
憧れの芸人は長州小力。夢に毎晩出るほど好きで、著作物は全て読破した上に丸暗記している。事務所の先輩では児嶋一哉（アンジャッシュ）に憧れている。
同世代のライバルだと思う芸人はぐんぴぃ（春とヒコーキ）。

がまの助（がまのすけ、1995年7月27日（29歳） - ）
主にツッコミ・ネタ作り担当。
大阪府大阪市出身。身長158 cm、体重45 kg。足の大きさ25 cm。血液型O型。
趣味は銭湯巡り、レトロゲーム。
上記のレトロゲーム好きが高じてゲーム制作の専門学校へ進学するも、苦手な英語がゲームの作成に必須だったため1本もゲームを作ることなく卒業した。
子供の頃から文章の読み書きが苦手で、これまで読破できた本は佐賀のがばいばあちゃんのみ。その反面想像や記憶力には自信があり、独特なネタ作りにも活かされているという。
憧れの芸人はバカリズム、笑い飯。
高校時代、げんせい（現在・戦士）とコンビ「ディーポップ」を組んでハイスクールマンザイへ出場していた。また、徳原旅行とのコンビ「トップンポップン」としても活動していた。
ポルカドットスティングレイが好き。
アマチュア芸人のヨシダin the sunとユニット『がまの助ロンリーハーツクラブバンドチャンキース』を結成し、キングオブコント2023に出場。
2023年7月12日、プロダクション人力舎を退所し以後はフリーで活動していくことを自身のTwitterアカウントで発表した。
元むかしテレビ、ミネとのユニット「にょぼりげ」を結成し、2023年M-1グランプリに出場。以後主催ライブ等の活動を多く行っている。
2024年、にょぼりげとして「のむシリカpresentsお笑いJackpot」に出場。SNSや主催ライブなどで宣伝を行ったとして、にょぼりげが「のむシリカベストPR賞」を獲得。賞金10万円を手にした。

## 略歴
2017年、2人ともスクールJCA26期生として在学中にそれぞれ組んでいたコンビが解散するタイミングで、「とりあえず組んでみますか」という形で結成。組む以前に、竹内はNSC東京校へ21期生として入学するも中退。
当初はトリオだったが2人以外のメンバーは固定されておらず、養成所ライブ毎で毎回違っていた。
2018年には事務所の先輩・東京03による会合03へ出演。2019年5月、初の単独ライブを2日間通して開催。
2023年5月17日に解散を発表。がまの助は、じっくり話し合った結果でも “不仲” で「本当に解散してしまいました」と伝えている。解散を発表した日から最後のライブの日まで一本ずつ公式YouTubeにネタを上げていた。6月10日出演のライブが最後となった。公式YouTubeはライブ配信でチャンネルを残す方針と発表があった。その後がまの助のXでの人力舎退社の報告ポスト投稿の直後、予告は一切なく非公開設定となっている。

## 芸風
- 主にコント専攻で、奇抜な設定が多く手作りの小道具を多用する。ネタ作りを担っているがまの助曰くネタより先に小道具を作ることもある[4]。

## エピソード
- コンビ名の由来は「ネタや小道具はがまの助が作っているのに竹内は何もしていないので名前でバランスを取るため」と話している[12]。実際はネタ見せの際、がまの助がコンビ名欄に「竹内ズ」とホワイトボードにボケを書いてそれを竹内が特段嫌がらなかったため採用された経緯がある[6][12]。2人とも名字が竹内だと勘違いされて困っているとのこと[12]。
- かなりの不仲。
  - 2020年の夏頃、竹内がコンビの解散を申し出た。ライブ直前、解散と当日のライブに出ないことをいきなり伝えた為喧嘩になっていたところに声を掛けた先輩のりょうちゃん（元・一本槍）がお客さんもいるのだからライブは出ようと説得、ライブ後に話し合いコンビを継続する運びとなった[2]。
  - 2022年1月26日放送の『水曜日のダウンタウン』（TBSテレビ）のドッキリ企画「不仲芸人対抗 スピード解散選手権」で、先輩の岡野陽一から「若手芸人の中で今最も仲が悪いコンビ」として紹介された[13]。解散ドッキリを仕掛けられた相方が解散を了承するまでの時間を競う企画で、竹内ズ[注 1]の記録はわずか10秒で他3組（バビロン・スタンダップコーギー（2023年6月28日を以て解散）・コンピューター宇宙）を圧倒して優勝を果たした。
    - 同番組の2023年7月5日放送回では喧嘩の仲裁に入ってきた鬼越トマホークに対して（本当の）解散を発表するという「解散ホントドッキリ」の仕掛け人も務めた。

  - コント中、がまの助曰く「マジで殴り合い」による取っ組み合いの喧嘩に発展したこともある。その間は舞台袖の共演芸人が止めたり、場を繋いだりしていた[14]。また、がまの助の考えたネタを竹内がボイコットすることもあった。

## ライブ

### 単独ライブ
- 「スーパー竹内コレクション1-1、1-2」（2019年5月29日・5月30日、新宿バティオス）
  - フライヤーはデザイナーのmosが担当。各日で全てのネタのオチを変えている。

### 過去の出演ライブ
- バトルZAライブ（TORIIHALL がまの助が関西での活動期に徳原旅行とのユニット、もしくはピン芸人として出演していた）
  - トップンポップン（2013年11月13日・11月14日・2014年5月16日・9月）
  - がまの助ピン（2014年12月15日・2015年7月・8月28日・10月24日）
- C☆マン（がまの助が関西での活動期に徳原旅行とのユニット、もしくはピンで出演していた）
  - トップンポップン（2014年1月11日・2月8日・3月15日・2014年6月14日・9月6日）
  - がまの助ピン（2013年11月9日・2014年11月8日・2015年2月14日・4月11日・10月10日・11月17日・12月12日・2016年1月9日・4月9日・5月7日・6月11日・8月13日）
- コメディスタジアム（がまの助が関西での活動期に徳原旅行とのユニット、もしくはピンで出演していた）
  - トップンポップン（2014年1月25日・2月22日・3月29日・4月26日・5月31日・6月28日・7月26日・8月30日・9月27日）
  - がまの助ピン（2013年11月30日・12月21日・2014年11月22日・12月27日・2015年1月31日・2月28日・4月25日・10月31日・2016年8月27日）
- 雅ライブ（東山青少年活動センター2階創造活動室　現在の若気の至り。）
- ちやほやしてよ（車海老のダンス、デッドリードライブ(現在は解散)、竹内ズの3組によるライブ。竹内の作ったネタも披露された）
- 会合03（2018年12月28日、ヒューリックホール東京）
- ツギクル芸人定例ライブ（2019年3月28日、新宿角座）
- THE VERY BEST OF FIVE決勝 （2019年9月27日、関交協ハーモニックホール）
- 若者のすべて（2020年1月30日、新宿バティオス がまの助・徳原旅行によるトップンポップンの新ネタも披露された）
- 放課後気ままなお笑ライフ（2020年11月30日、しもきた空間リバティ）
- 放課後気ままなお笑ライフinがやがや館（2021年1月18日、池尻大橋がやがや館三階交流室 ※まん延防止等重点措置の適用に伴い延期、再開未定）

### 主な出演ライブ
- 若気の至り（ネタとコーナーのライブ。毎月開催。フライヤーはデザイナーのmosによる毎月のものと、徳原旅行による固定のものがある）
- バカ爆走!（人力舎の5年目までが出演する事務所ライブ。毎月1日から6日開催）
- THEコント（通常ネタ・お題ネタを1本ずつ披露するライブ。ほぼ毎月開催。フライヤーは徳原旅行が作成している）
- グレイモヤ（ザクセス主催。不定期開催）
- グレイモヤβ（ザクセス主催。不定期開催）
- バースデイパーティー（新ネタ3本を披露するライブ。不定期開催）
- ヒコーキで旅行にいく竹内（徳原旅行、春とヒコーキの3組によるオールナイトライブ。不定期開催）
- はなまる大喜利合宿（人力舎所属芸人が主に出演している。定期的に大喜利を披露する場はこのライブのみ）
- 相方の結婚式に予定入れて絶対行かないにゃんこスターと竹内ズのツーマンライブ（2022年5月26日、新宿バティオス・2023年5月30日、武蔵野公会堂）

### 主催ライブ
- バカ爆走「新参者」（2020年1月4日、新宿Fu- 芸歴1年目 - 3年目の芸人による新ネタバトルライブ。がまの助曰く「若武者」を意識しているとのこと）
- ネタチェンジライブ「パプ」（2020年1月30日、新宿バティオス 普段披露しているのが漫才ならコント、コントなら漫才を演じるライブ。スクールJCA時代以来の漫才が披露された）
- オールザッツ竹内（2020年2月28日、阿佐ヶ谷産業商工会館和室 客席には芸人のみのオールザッツ漫才的生配信）
- 黒狸（2023年6月10日、西新宿ナルゲキ）：解散前最後のライブ出演

## 配信
SHOWROOMにて「HOPOPOPO竹内’S」名義で配信を行っていた。
JCA時代は授業の一環でコンビによる配信をしていたが、人力舎所属後は、竹内が人力舎の同期〈主に本田りん（元デッドリードライブ〉、湯浅伸太〈元ロットX〉といった面々）と個人的にコメントへ答えていくスタイルの雑談配信をしていた。
また、単独ライブ前数ヶ月は、単独ライブ告知のため、がまの助（と同居人〈夏目一年生は吉本所属のため声のみ出演〉）による配信が行われていた。といっても、基本的にコメントに答える雑談配信や、関西活動期から交流のある村田大樹（赤もみじ）と朝までゲーム配信といったことが主であり、告知は配信開始〜5分と配信終了5〜10分前のみとなっていた。コンビによる配信はほぼないが、双方はそれぞれ不定期で配信を行っていた。

## 実績
- 2017年 M-1グランプリ 1回戦敗退[16]
- 2018年 キングオブコント 1回戦敗退
- 2019年 キングオブコント 1回戦敗退
- 2019年 R-1ぐらんぷり 2回戦進出（がまの助）
- 2019年7月27日 K-PRO主催ライブ「いぶき」優勝
- 2019年9月27日 K-PRO主催ライブ「THE VERY BEST OF FIVE」決勝進出
- 2019年12月24日 白黒-1グランプリ優勝
- 2020年1月5日 バカ爆走!「バカ爆杯」1月度チャンピオン
- 2020年 R-1ぐらんぷり 2回戦進出（がまの助）
- 2020年 D-1グランプリ 敗者復活戦進出
- 2020年 キングオブコント 準々決勝進出
- 2021年 キングオブコント 準々決勝進出
- 2022年 ツギクル芸人グランプリ 決勝進出
- 2022年 キングオブコント 準々決勝進出
- 2022年 M-1グランプリ 3回戦進出[16]

## 出演

### テレビ
- 白黒アンジャッシュ（2019年5月7日[17]・12月24日[18]、千葉テレビ）
- ゴッドタン（2020年8月9日、テレビ東京） - 「この若手知ってんのか!?2020」にて、こいつは天才だ部門3位（フリップでの出演）
- 有田P おもてなす（2021年9月18日、NHK総合）[19] - 『爆笑オンエアバトル』の復活企画へ出演。オンバト芸人組の一角を破り、超若手組からただ1組のみオンエアを果たした[20]。
- キズナキルナ（2021年12月27日、TBSテレビ）[21]
- 水曜日のダウンタウン（2022年1月26日・2023年7月5日、TBSテレビ）[22][23]
- 天才vs大群（2022年2月15日、TBSテレビ） - 竹内のみ
- オンエア決めろ! -笑武-（2022年4月5日・9月20日・27日、BSJapanext）
- あらびき団「2夜連続! 真夏の最強パフォーマー決定戦・第2夜」（2022年8月3日、TBSテレビ）
- THE CONTEへの道（2022年8月6日・2023年1月28日、フジテレビ）
- ぴったり にちようチャップリン（2022年8月6日、テレビ東京）

### ラジオ
- マイナビ Laughter Night （2020年11月27日[24]・2021年2月19日[25]・6月4日[26]、2022年5月20日[27]・9月9日[28]、TBSラジオ）
- 竹内ズのGERA NEXT（2021年10月15日 - 2022年1月3日、お笑いラジオアプリGERA）
- 竹内ズの目を見てしゃべろう（2022年2月17日・24日、お笑いラジオアプリGERA）

### CM
- Uber Eats 「食品・雑貨がすぐ届く からあげクン篇」（2022年9月14日 - ） - 竹内のみ[29][30]